# Фань Кэсинь
Фань Кэси́нь (кит. упр. 范可欣, пиньинь Fàn Kěxīn; род. 19 сентября 1993, Харбин) — китайская шорт-трекистка, Олимпийская чемпионка 2022 года в смешанной эстафете, серебряный призёр Олимпийских игр 2014 года, участвовала на зимних Олимпийских играх 2018 года, 10-кратная победительница чемпионатов мира.

## Биография
Фань Кэсинь родилась в 1993 году в Цитайхэ. Её семья была бедная и её родители зарабатывали на жизнь мелким бизнесом, таким как ремонт обуви и подбор ключей. В 2000 году Кэсинь, которой в то время было 7 лет, последовала за своими родителями из Шуанхэ в Цитайхэ. Она начала изучать танцы и была довольно талантлива в них, но из-за того, что у нее не было денег, чтобы платить за обучение, Фань Кэсинь была вынуждена на некоторое время бросить их. Когда ей было 8 лет, в дом Фань пришёл сосед и порекомендовал ей попробовать себя в фигурном катании. После нескольких базовых тестов тренер Ма Цинчжун принял ее. Примерно в возрасте 10 лет она переехала в Харбин. Жила с более чем 10 детьми, живущими в подземном гараже и тренировалась на льду катка муниципальной спортивной школы только в полночь в два или три часа ночи каждый день, что было очень тяжело.
В 2008 году Фань Кэсинь присоединился к команде провинции Хэйлунцзян. Летом 2008 года у неё была диагностирована анемия, и ее содержание гемоглобина было на треть ниже, чем у обычного человека. После обследования узнали, что это связано с половым созреванием, и она быстро выздоровела. В марте 2009 года в возрасте всего 15 лет, выиграла национальный молодежный чемпионат по шорт-треку и 11-е Национальные зимние игры. Она заняла второе место в беге на 500 метров среди женщин в молодежной группе; в конце того же года ей исполнилось 16 лет, и она стала чемпионкой Национальной лиги в Харбине по конькобежному спорту на 500 метров. В январе 2010 года на юниорском чемпионате мира в Тайбэе Фань Кэсинь заняла второе место в беге на 500 метров, проиграв с небольшим отрывом в 0,006 секунды, пятое в многоборье и второе в эстафете.
Выдающиеся результаты на внутренних соревнованиях и молодежных чемпионатах мира привлекли внимание Ли Янь, главного тренера сборной Китая по шорт-треку. В октябре её официально вызвали в сборную Китая. В том же месяце на Кубке мира в Монреале, она в команде с Чжоу Ян, Лю Цюхун и Чжан Хуэй завоевали золотую медаль в женской эстафете, в Квебеке заняла третье место на 500 м, а в декабре в Чанчуне выиграла дважды бронзу на 500 м.
1 февраля 2011 года на 7-х Зимних Азиатских играх в Алматы-Астане на дистанции 500 метров её подруга по команде Лю Цюхун выиграла и побила рекорд Азии, а сама Фань Кэсинь заняла второе место, а следом победила в эстафете. В марте на чемпионате мира в Шеффилде на дистанции 500 метров она выиграла все пять раундов. В финале Лю Цюхун чуть не упала со старта, Фань вышла вперёд и сохранила первое место до финиша. Она также выиграла с командой в эстафете. Тогда же на командном чемпионате мира в Варшаве выиграла серебряную медаль.
В январе 2012 года Фань Кэсинь, представляющая город Цитайхэ, победила звезду Муданьцзяна Лю Цюхун и завоевала золотую медаль в финале на 500 метров на 12-х Национальных зимних играх. В марте на чемпионате мира в Шанхае победила на дистанции 500 м и защитила чемпионство, что помогло китайской команде добиться пяти победных чемпионатов на этой дистанции. В то же время она и ее подруги по команде Лю Цюхун, Ли Цзяньжоу и Кун Сюэ и Сяо Хань выдержали давление Южной Кореи и Соединенных Штатов в финале эстафеты, и наконец выиграли её. В декабре на кубке мира в Шанхае она стала второй в беге на 500 м.
3 февраля 2013 года на этапе Кубка мира в Сочи выиграла на дистанциях 500 и 3000 м, а в марте на чемпионате мира в Дебрецене Фань Кэсинь заняла третье место в беге на 500 метров и в эстафете среди женщин выиграла золотую медаль. В сентябре на КМ в Шанхае выиграла в беге на 500 м, в октябре заняла второе место в Сеуле, в ноябре была второй и третьей на 500 м в Москве и Турине.
13 февраля 2014 года в полуфинале на дистанции 500 метров на зимних Олимпийских играх в Сочи Фань Кэсинь неожиданно упала во время соревнований и пропустила финал. Ранним утром 22 февраля в беге на 1000 метров она обогнала на последних двух кругах подряд и, наконец, завоевала серебряную медаль. В марте заняла третье место на дистанции 500 метров на чемпионате мира в Монреале и в эстафете выиграла золото. В ноябре она побила мировой рекорд в беге на 500 метров, установленный Ван Мэн, со временем 42,504 на этапе Кубка мира в Солт-Лейк-Сити. После выиграла в беге на 500 м на этапах в Монреале, Шанхае и Сеуле.
В феврале 2015 года на этапах Кубка мира в Дрездене Фань Кэсинь заняла второе место на 1000 м и третье на 500 м, а в Эрзуруме победила в беге на 500 м. В марте на чемпионате мира в Москве она завоевала золотую медаль в беге на 500 м и с партнёрами по команде выиграла серебро в эстафете. В декабре она выиграла дважды в беге на 500 метров на Кубке мира в Нагое и ещё раз в Шанхае.
В январе 2016 года на 13-х Национальных зимних играх Фань Кэсинь не только защитила титул на дистанции 500 метров, но и выиграла золотую медаль на дистанции 1500 метров, её результат превзошёл мировой рекорд, установленный Чжоу Ян в 2008 году, но в итоге он не был признан на международном уровне из-за статуса соревнований. Она допустила ошибку в финале на 1000 м и финишировала только третьей. Команда Цитайхэ также проиграла команде Чанчуня во главе с Чжоу Ян в эстафете и заняла второе место. В марте на чемпионате мира в Сеуле она вновь защитила титул на дистанции 500 м и заняла 4-е место в многоборье.
5 ноября 2016 года на первом этапе Кубка мира 2016—2017 годов в Канаде китайская звезда Фань Кэсинь завоевала золотую медаль на дистанции 500 м. 13 ноября в Солт-Лейк-Сити заняла третье место на той же дистанции, а в декабре в Канныне стала второй на 500 м. 12 марта 2017 года завоевала золотую медаль в беге на 500 метров на чемпионате мира а Роттердаме, а днём позже была выиграна золотая медаль в эстафете в составе Цзан Ицзэ, Го Ихань, Цюй Чуньюй, Фань Кэсинь и Линь Юэ. В октябре на Кубке мира в Дордрехте в составе команды выиграла эстафету, в ноябре в Шанхае стала второй в эстафетной гонке.
20 февраля 2018 года в женской эстафете на зимних Олимпийских играх в Пхенчхане китайская команда в составе Фань Кэсинь, Чжоу Ян, Цюй Чуньюй и Ли Цзиньюй пересекла финишную черту на втором месте, но в итоге была дисквалифицирована за фол и заняла 7-е место, а на своей дистанции 500 м выбыла в полуфинале и в итоге заняла 8-е место. В ноябре на кубке мира в Калгари на дистанции 500 метров заняла второе место, а в смешанной эстафете выиграла золото, следом завоевала две бронзы в Солт-Лейк-Сити на 500 м и 1000 м.
9 марта 2019 года на чемпионате мира в Софии Фань Кэсинь завоевала серебряную медаль в финале на 500 метров и в общем зачёте заняла 7-е место. В ноябре на Кубке мира в Солт-Лейк-Сити выиграла серебро в смешанной эстафете и золото в женской эстафете, а в Монреале вновь стала первой в эстафете. 8 декабря в Шанхае выиграла золотую медаль в беге на 500 м, уже в феврале 2020 года на Кубке мира в Дордрехте победила с командой в смешанной эстафете.
В течение года все соревнования были отменены из-за пандемии коронавируса. В сезоне 2021/22 годов Фань Кэсинь начала 24 октября с побед в смешанной и женской эстафетах на Кубке мира в Пекине, а 30 октября заняла 3-е место в Нагое на дистанции 500 м. В январе 2022 года на отборочных соревнованиях к Олимпиаде выиграла на дистанции 500 метров и в гонке по очкам, и 15 января квалифицировалась на зимние Олимпийские игры в Пекине.
На XXIV зимних Олимпийских играх в феврале 2022 года в Пекине, в первый день соревнований 5 февраля 2022 года в составе смешанной эстафетной команды завоевала золотую олимпийскую медаль.